# 살타렐로

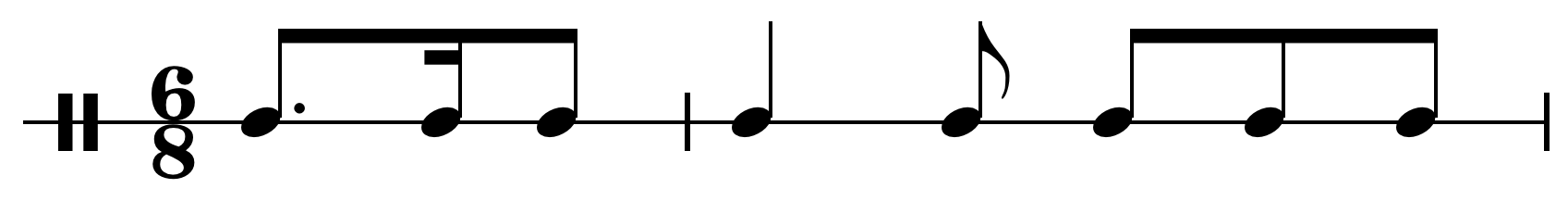
살타렐로 리듬.

살타렐로(saltarello)는 이탈리아에서 비롯한 춤곡이다. 14세기 말, 15세기 초 토스카나주의 사본인 Add MS 29987에 처음 언급되었다. (현재 대영 도서관에 위치해 있다)
이탈리아의 빠른 3박자의 춤곡이다. 멘델스존은 교향곡 4번의 제4악장에 이 리듬을 쓰고 있다.